# X (banda)
Os X são uma banda de punk rock, norte-americana, formada em 1977, em Los Angeles, Califórnia. Considerada umas das bandas mais importantes deste movimento, nos EUA, nunca atingiriam, no entanto, o grande público. Também ficaram conhecidos pelo dueto vocal de seus líderes e principais compositores, John Doe e Exene Cervenka, algo incomum para bandas punk da época.

## História
Os X surgiram em 1977, em Los Angeles, pela mão de John Doe (verdadeiro nome: John Duchac; baixista e compositor), sua esposa Exene Cervenka (nome verdadeiro: Christine Cervenka; vocais), Billy Zoom (guitarra) e D.J. Bonebrake (bateria), e foram apadrinhados por Ray Manzarek, dos The Doors, que fez a produção do primeiro álbum Los Angeles, em 1980.
Os álbuns seguintes Wild Gift, de 1981, e Under the Big Black, de 1982, demonstram a força e energia do seu som, que mistura hard rock a country e punk. Em 1983, lançam novo álbum, More Fun in the New World, com um som mais comercial. Este álbum não é bem recebido pelos fãs dos primeiros álbuns, mas recebe boas críticas da revista Rolling Stone, ganhando novos seguidores.
Paralelamente, o grupo tinha outro projecto musical de country e folk, denominado The Knitters, formado pelos mesmos membros dos X, excepto, Billy Zoom, que é substituído por Dave Alvin, dos The Blasters, e por Johnny Ray Bartel. Em 1985, gravam Poor Little Critter in the Road.
Em 1986, após o lançamento de Ain't Love Grand, Zoom deixa a banda, e é substituído por Tony Gilkyson, dos Lone Justice. Com este novo membro, o grupo lança o seu álbum mais pesado, See How We Are, em 1987. No ano seguinte, gravam o álbum ao vivo Live at the Whisky a Go-Go, e suspendem os seus trabalhos até 1993.
Neste período, Doe e Cervenka divorciam-se, e lançam trabalhos a solo. Cervenka com Old Wives Tales (1989) e Running Sacred (1990). Esta também colabora com Lydia Lunch e Wanda Coleman, como poeta e narradora. Doe edita Meet John Doe, em 1990.
A par da carreira de músico, John Doe trabalhou como actor em vários filmes, dos quais se destacam "Salvador", de Oliver Stone; Border Rádio e Sugar Town, de Allison Anders; Great Balls of Fire (biografia de Jerry Lee Lewis); The Good Girl, de Miguel Arteta; Boogie Nights, de Paul Thomas Anderson; e Roadside Prophets, filme independente, com a participação de Adam Horovitz, dos Beasty Boys. Na televisão, entrou em diversos episódios de Roswell.
Em 1993, os X regressam com um novo álbum, Hey Zeus!, que não atinge o nível dos anteriores, e leva a novo período de trabalhos a solo. John Doe grava Unclogged, em 1995.
Os X também participaram em filmes como The Decline of Western Civilization (um documentário sobre o fenômeno punk, de 1981), Urgh! A Music War (1981) e X: The Unheard Music (história dos X, de 1986).
Em 2005, os X comemoraram 25 anos de carreira, editando Live In Los Angeles em DVD e CD. Em 2006-2007, a banda teve sua música "Los Angeles" presente no jogo Guitar Hero Encore: Rocks the 80s, sendo esta uma das canções mais difíceis do jogo.
Em 2011, os X abriram os shows do Pearl Jam no Brasil.

## Discografia

### Álbuns
- Los Angeles, (1980)
- Wild Gift, (1981)
- Under the Big Black Sun, (1982)
- More Fun in the New World, (1983)
- Ain't Love Grand!, (1985)
- See How We Are, (1987)
- Hey Zeus!, (1993)
- Merry Xmas From X  (2009)
- Alphabetland (2020)
- Smoke & Fiction (2024)

### Ao vivo
- Live at the Whisky a Go-Go, (1988)
- Unclogged, (1995)
- Live in Los Angeles, (2005)

### Compilações
- Beyond and Back: The X Anthology, (1997)
- The Best: Make the Music Go Bang!, (2004)
- «X no Allmusic» (em inglês)